# Горен, Жан Альбер
Жан Альбер Горен (фр. Jean Alber Gorin; 1899, Сен-Эмильен-де-Блен — 1981, Ньор) — французский художник.

## Жизнь и творчество
Ж. А. Горен родился в 1899 году в Сен-Эмильен-де-Блен (ныне часть коммуны Блен). Его отец был сапожником, а мать управляла небольшим отелем с рестораном. Учился живописи в Школе изящных искусств в Нанте в 1914—1916 годах. Также учился в Академии Гранд-Шомьер в Париже в 1919—1922 годах. Находился под творческим влиянием Поля Сезанна, Анри Матисса и Винсента Ван Гога.
В 1916 году был призван в армию, участвовал в боях Первой мировой войны. В 1924—1926 годах Горен увлекается абстрактной живописью в стиле Озанфана и Мондриана. В 1927 году происходит личное знакомство художника с Питом Мондрианом. В это время Горен интересуется искусством неопластицизма. Вместе с Мондрианом он основывает небольшую художественную группу Vouloir («Желание»), с которой в 1927 году в Лилле впервые выставляется. В 1925 году Горен создал свою первую абстрактную картину. В том же году он посещает Всемирную выставку в Париже. В 1930 году художник создаёт серию рельефов на дереве. В 1932 году посещает СССР, где знакомится с конструктивистской архитектурой и живописью. Горен был членом художественных групп «Cercle et Carré» (Круг и Квадрат, 1930) и «Abstraction-Création» (1932).
Творчество Ж. А. Горена было темой многочисленных выставок во Франции, в том числе в 1977 году в парижском Центре Помпиду; в 1965 и в 1977 годах прошли ретроспективы работ художника в Музее изящных искусств Нанта, а в 1969 — ретроспектива в парижском Национальном центре современного искусства. Выставки Ж. А. Горена были организованы также в США — в Нью-Йорке (1948) и Чикаго (1966); в Нидерландах — амстердамском Городском Музее (1967); в Бельгии — в музее искусства Валлонии, в Льеже (1960).